# 普勒坦
普勒坦（法語：Pretin，法語發音：[pʁətɛ̃]）是法国汝拉省的一个市镇，位于该省东部偏北，属于隆斯勒索涅区。

## 地理
普勒坦（46°56'11"N, 5°50'20"E）面积5.44 平方千米，位于法国勃艮第-弗朗什-孔泰大區汝拉省，该省份为法国东部内陆省份，北起上索恩省，西北接科多尔省，西临索恩-卢瓦尔省，南至安省，东与杜省和瑞士接壤。
与普勒坦接壤的市镇（或旧市镇、城区）包括：马尔诺、艾格勒皮埃尔、阿尔布瓦、布拉孔、伊沃里、梅奈、萨兰莱班。

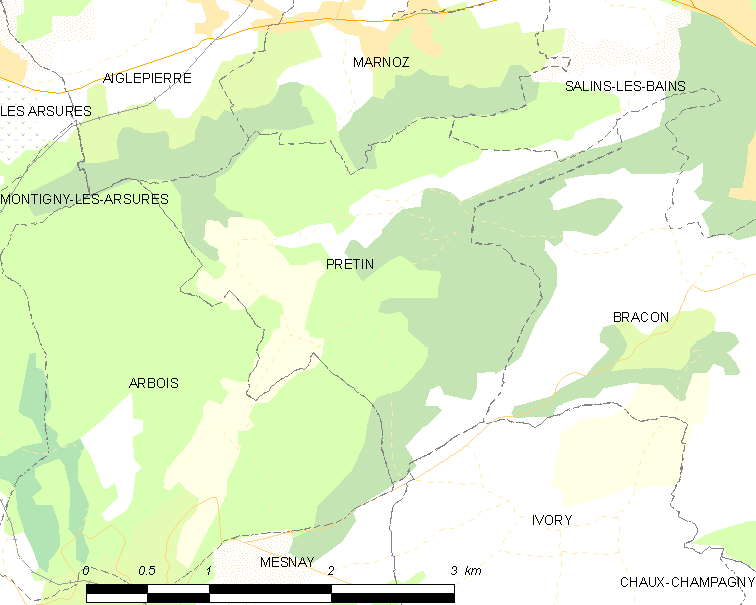
普勒坦的OSM定位图

普勒坦的时区为UTC+01:00、UTC+02:00（夏令时）。

## 行政
普勒坦的邮政编码为39110，INSEE市镇编码为39444。

## 政治
普勒坦所属的省级选区为阿尔布瓦县。

## 人口

1962-2008年间普勒坦人口变化图示

普勒坦于2022年1月1日时的人口数量为52人。